# ولفگانگ اشپون
ولفگانگ کنراد اشپون (متولدِ ۲۰ مارس ۱۹۵۰ در توبینگن) فیلسوف آلمانی است که به واسطه پژوهش‌هایش در زمینهِ شناخت شناسی، فلسفه علم و به ویژه شناخت شناسی صوری شناخته شده‌است. وی از سال ۱۹۸۸ تا ۲۰۰۱ سردبیر مجله ارکانتنیس بود. همچنین یکی از بنیانگذاران انجمن فلسفه تحلیلی آلمان است. در سال ۲۰۱۲ جایزه معتبر در زمینه فلسفه علم، جایزه لاکاتوش را به واسطه کتابش "قانون‌های باور: نظریه رنک‌ها و کاربردهای فلسفی آن" در دانشگاهِ "مدرسه اقتصاد لندن" دریافت کرد. او هم‌اکنون در دانشگاه کنستانتس به تدریس و پژوهش می‌پردازد.